# The J. Geils Band
J. Geils Band är ett amerikanskt rockband bildat 1967 i Worcester, Massachusetts. Gruppen hade sin storhetstid under 1970-talet och under det tidiga 1980-talet. De var till en början en bluesrockgrupp med starka R&B-influenser. På 1980-talet märktes istället en successiv dragning åt new wave. De var ett populärt konsertband, men endast ett fåtal av deras album blev riktiga storsäljare. Originalmedlemmarna i gruppen inkluderade Peter Wolf (sång), J. Geils (gitarr), Harold Stone (keyboard), Richard "Magic Dick" Salwitz (munspel), Danny Klein (bas) och Stephen Bladd (trummor). Stone ersattes snabbt av Seth Justman som sedan var med i gruppen under alla dess aktiva år.
Deras hitlåtar inkluderar "Give It to Me" (1973), "Must of Got Lost" (1974), "Love Stinks (1980), "Freeze Frame" samt "Centerfold" (båda 1982). "Centerfold" blev gruppens största hit och toppade Billboard Hot 100 i sex veckor. Den blev också deras enda noterbara brittiska hitsingel med en tredjeplats på brittiska singellistan.
Peter Wolf lämnade sedan gruppen 1983, och 1985 splittrades den. En första återförening skedde 1999, och sedan en andra 2006. Från 2009 är gruppen permanent återförenad, J. Geils själv lämnade gruppen 2012 och avled 11 april 2017.

## Medlemmar
Tidigare medlemmar

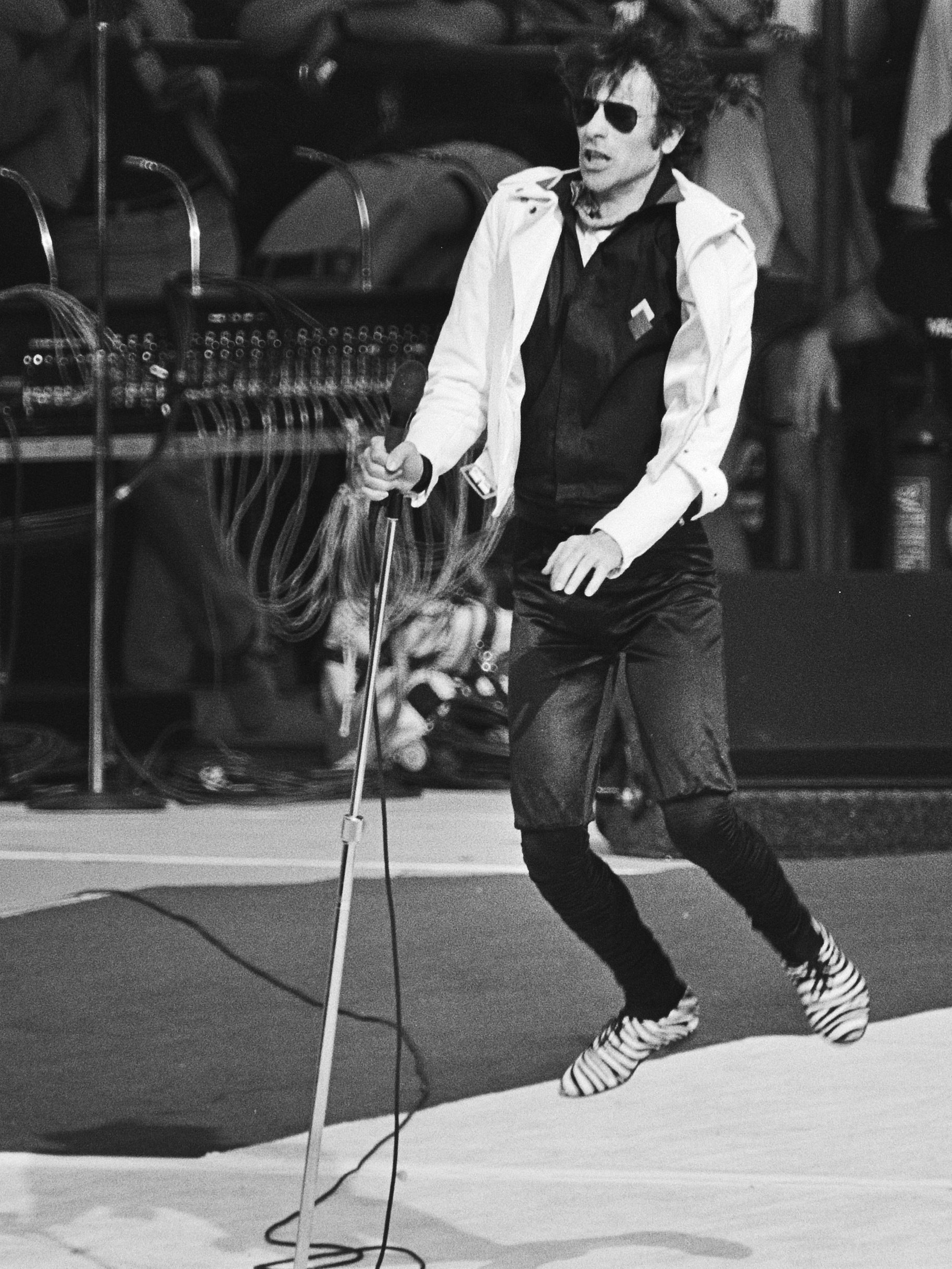
Peter Wolf, 1982.

- J. Geils – sologitarr (1967–1985, 1999, 2005, 2006, 2009–2012; död 2017)
- Magic Dick – munspel, trumpet, saxofon (1967–1985, 1999, 2005, 2006, 2009–2015)
- Danny Klein – basgitarr (1967–1985, 1999, 2005, 2006, 2009–2015)
- Seth Justman – keyboard, körsång (1968–1985, 1999, 2005, 2006, 2009–2015)
- Peter Wolf – sång (1967–1983, 1999, 2005, 2006, 2009–2015)
- Stephen Bladd – slagverk, trummor, sång (1967–1985, 2006)
- Harold Stone – keyboard (1966–1967)

Turnerande medlemmar
- Sim Cain – trummor (1999)
- Marty Richards – trummor (2005, 2009–2011)
- Duke Levine – gitarr (2011–2015)
- Kevin Barry – gitarr (2012–2015)
- Tom Arey – trummor, slagverk (2012–2015)
- Andricka Hall – körsång (1999, 2010–2015)
- Catherine Russell – körsång (1999)
- Nichelle Tillman - körsång (2010, 2013)
- Mitch Chakour – körsång (2009–2010)

## Diskografi, album
- The J. Geils Band (1970)
- The Morning After (1971)
- Full House Live (1972)
- Bloodshot (1973)
- Ladies Invited (1973)
- Nightmares...and Other Tales From the Vinyl Jungle (1974)
- Hotline (1975)
- Blow Your Face Out,live (1976)
- Monkey Island (1977)
- Sanctuary (1978)
- Love Stinks (1980)
- Freeze Frame (1981)
- Showtime!, live (1982)
- You're Gettin' Even While I'm Gettin' Odd (1984) med sången "Californicatin"